# توسع الحدقة
توسع الحدقة (بالإنجليزية: Mydriasis)‏ هو توسع حدقة
العين بصورة غير طبيعية ناتج عن مرض أو إصابة أو أدوية. في طبيعة 
الحدقة أن تتوسع تلقائيًا في الأماكن المظلمة كي تحسن من مستوى الرؤية في تلك الأماكن. ولكن الحدقة المتوسعة تتم متوسعة دائمًا حتى في الإضاءة 
القوية. والحالة المعاكسة لتوسع الحدقة تسمى تقبّض الحدقة (بالإنجليزية: miosis)‏.

استجابة حدقة العين للتغير في قوة
الأضاءة

العضلات المسيطرة على قطر الحدقة تقع تحت تأثير الجهاز العصبي الذاتي حيث يقوم الجهاز العصبي الودي بتوسيع الحدقة بينما الجهاز العصبي نظير الودي يقوم بتقبض 
الحدقة. فلذلك الأدوية التي تعيق عمل الجهاز العصبي نظير الودي كالأتروبين تؤدي إلى توسع الحدقة.

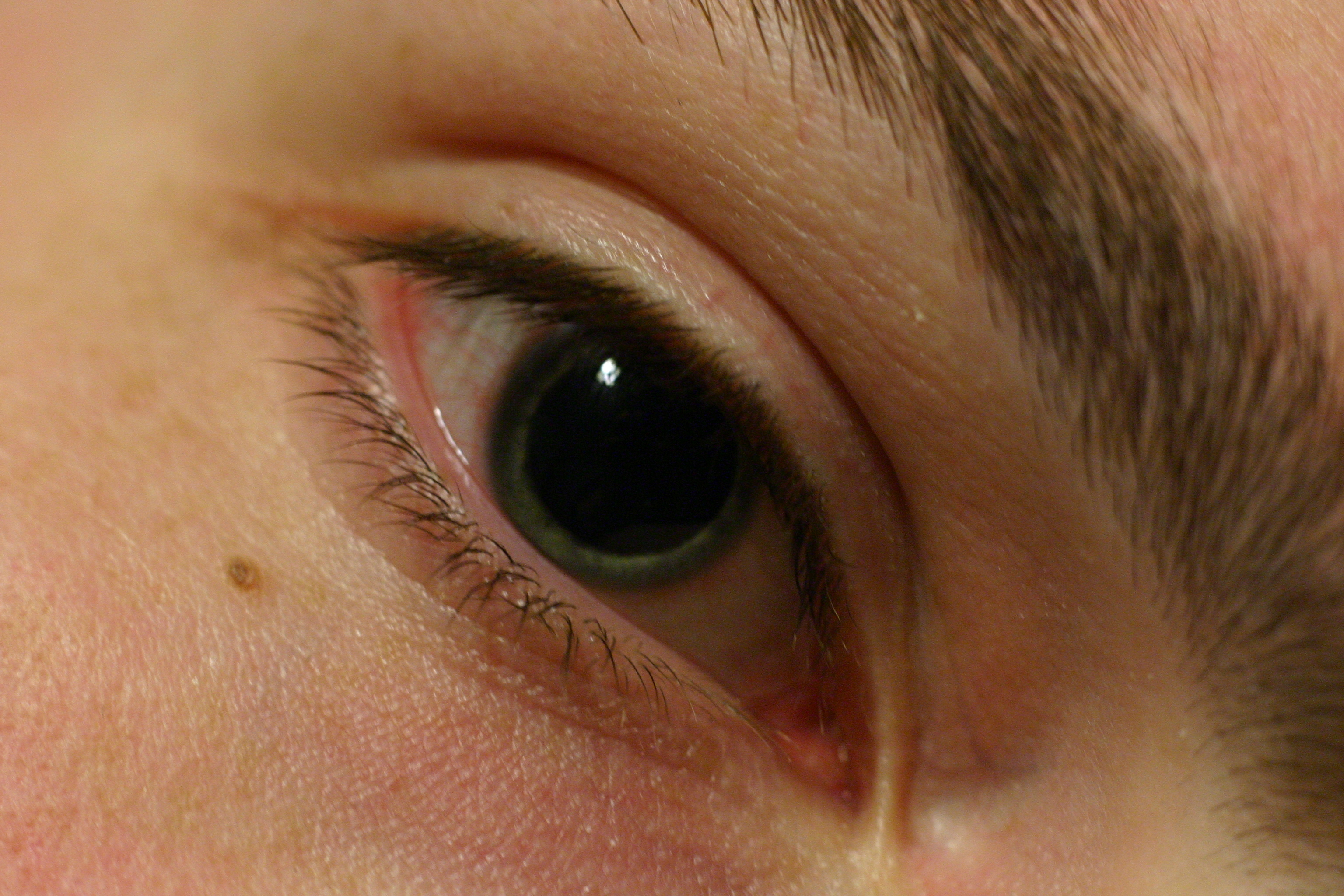
حدقة العين تم توسعها باستخدام دواء
التروبيكاميد المعيق للجهاز العصبي نظير الودي

## المسببات

### طبيعية أو فيسيولوجية
وجد أن حدقة العين تتوسع بشكل طفيف نتيجة إفراز هرمون 
الأوكسيتوسين وفي الحالات العاطفية.
يمكن للعين ان تتوسع بمقدار 45%.

### مرضية
- أي إصابة لأعصاب الجهاز العصبي نظير الودي التي تغذي عضلات الحدقة يؤدي إلى توسع الحدقة كما في إصابة العصب الجمجمي الثالث أو جلطة دماغية في الفص الصدغي.
- إصابات العين.
- الأدوية المضادة للجهاز العصبي نظير الودي أو تلك المساعدة للجهاز العصبي.

```
الودي 
كالأدرينالين
```

- أحد الأعراض الانسحابية من الأدوية الأفيونية

كالمورفين والكودين
- لدى بعض حالات الاكتئاب المتوسط والحزن الشديد تتوسع الحدقة بشكل كبير
- التدخين المفاجئ يودي إلى توسع حدقة العين